# Borbély Balázs (labdarúgó)
Borbély Balázs (Dunaszerdahely, 1979. október 2. –) szlovák-magyar labdarúgó, edző.

## Pályafutása

### Klubcsapatokban
Szülővárosa labdarúgóklubjánál, az FC DAC 1904-nél kezdett focizni, majd csatlakozott a Artmedia Petržalkához a több játéklehetőség reményében. A 2005–2006-os Bajnokok Ligája csoportkörében csapatkapitányként volt a pályán. 2005. szeptember 28-án a 74. percben volt eredményes, amivel 2–3 arányban idegenben diadalmaskodtak a portugál FC Porto ellen. Ezt követően 2006-ban a német Bundesligában szereplő 1. FC Kaiserslautern szerződtette, ahol másfél idényt töltött el. Ezalatt megsérült, majd 2007 nyarán hazatért az Artmedia Petržalkához.   
2008 januárjában külföldre költözött és a román FC Timişoara (Temesvár) játékosa lett. A 2009–2010-es Bajnokok Ligája rájátszásában vereséget szenvedtek a VfB Stuttgart ellen, így nem jutottak be a csoportköbe. 2010 júliusában a ciprusi élvonalban szereplő AÉ Lemeszú alkalmazásába került. 2012-re, fél évre kikölcsönözte a szlovák másodosztályú FC STK 1914 Somorja. Egy idényt még játszott a TJ Družstevník Vrakúň együttesénél és innen vonult vissza a profi labdarúgástól 2014 júliusában.

### A válogatottban
2004 és 2009 között összesen 13 alkalommal viselte a szlovák nemzeti válogatott mezét, beleértve a 2008-as Európa-bajnoki selejtezőkön.

### Edzőként
Visszavonulását követően edzősködni kezdett. 2019-től a Ferencváros U17-es csapatát irányította. 2022. június 22-én hivatalosan bejelentették, hogy a DAC felnőtt keretének segédtrénere lesz, Adrian Guľa vezetőedző mellett.
2024 áprilisában – öt mérkőzéssel a 2023–24-es szezon vége előtt – kinevezték az NB II-ben szereplő Győri ETO vezetőedzőjévé. Irányításával öt bajnokin 15 pontot szerzett az együttes, így megelőzte a Vasast, és a Merkantil Bank Ligában a második helyen végezve az élvonalba jutott.

## Sikerei, díjai

### Klubcsapatokban
Artmedia Petržalka
- Szlovák bajnok: 2005, 2008
- Szlovák kupa: 2004, 2008
- Szlovák szuperkupa: 2005
- Az év játékosa: 2005

### Edzőként
FC Petržalka
- Szlovák harmadosztály: 2018

 Győri ETO
- NB II ezüstérem: 2023–24

## Statisztika

### A válogatottban
| Nemzet    | Év       | Mérkőzés | Gól |
| --------- | -------- | -------- | --- |
| Szlovákia | 2004     | 4        | 0   |
| Szlovákia | 2005     | 0        | 0   |
| Szlovákia | 2006     | 2        | 0   |
| Szlovákia | 2007     | 4        | 0   |
| Szlovákia | 2008     | 3        | 0   |
| Szlovákia | 2009     | 0        | 0   |
| Összesen  | Összesen | 13       | 0   |